# Nissan Pulsar

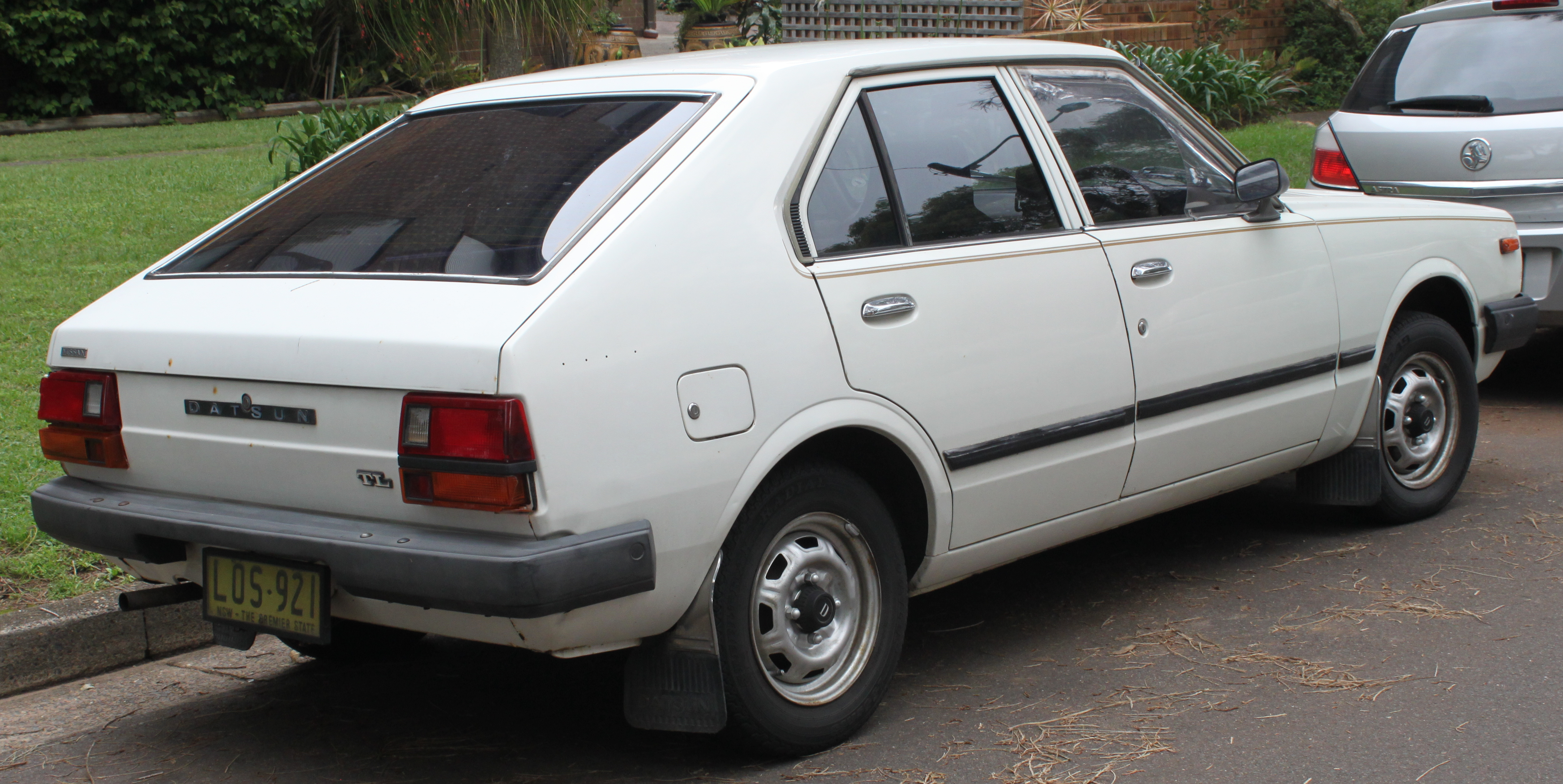
Nissan Pulsar N10 (Australien)

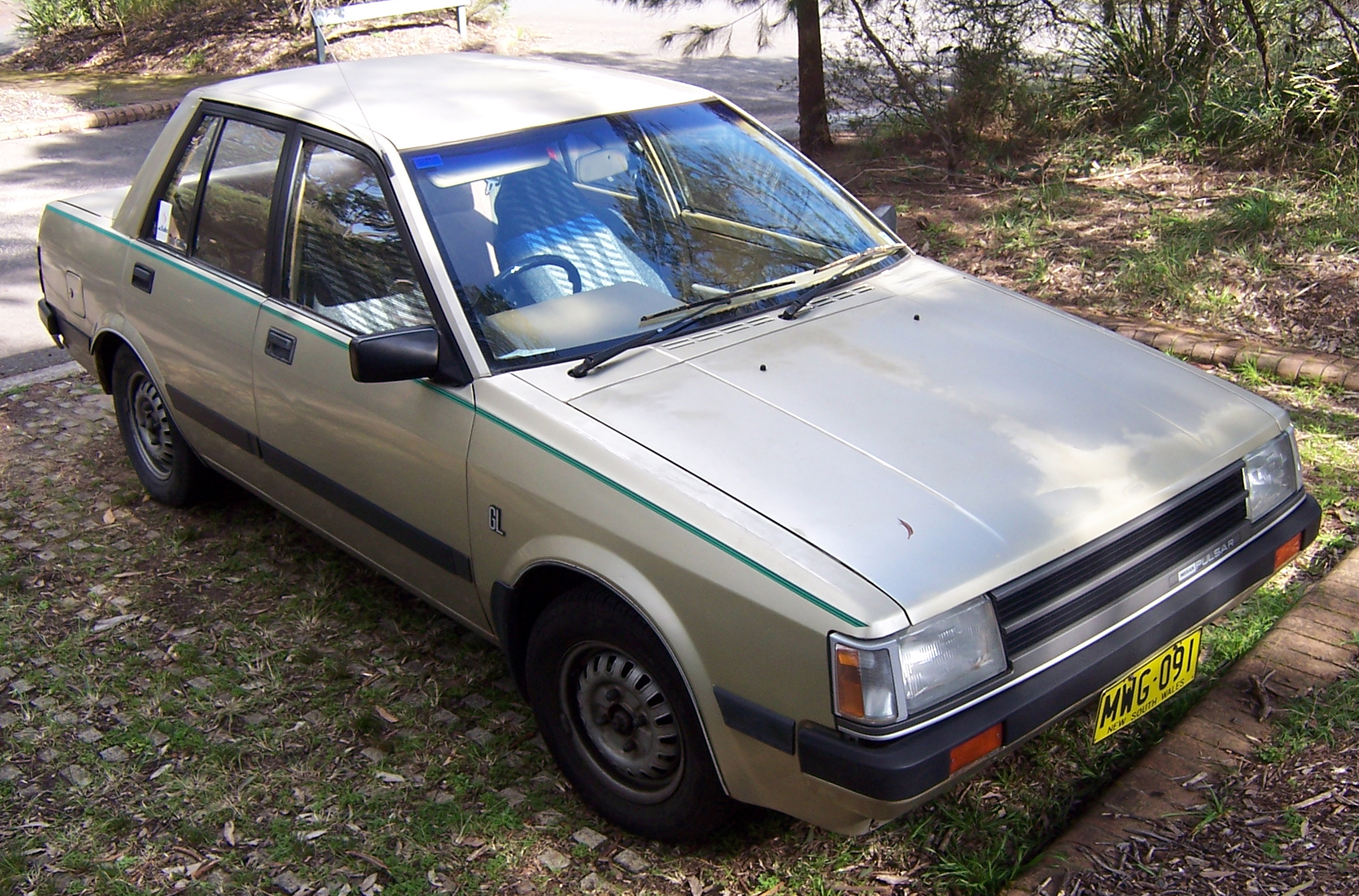
Nissan Pulsar N12 (Australien)

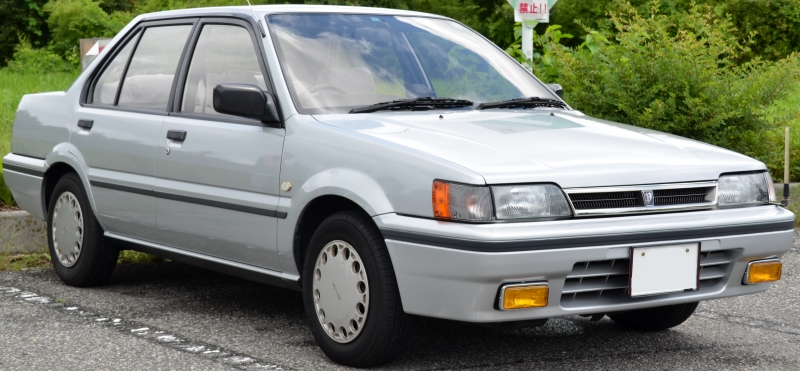
Nissan Pulsar N13 (Japan)

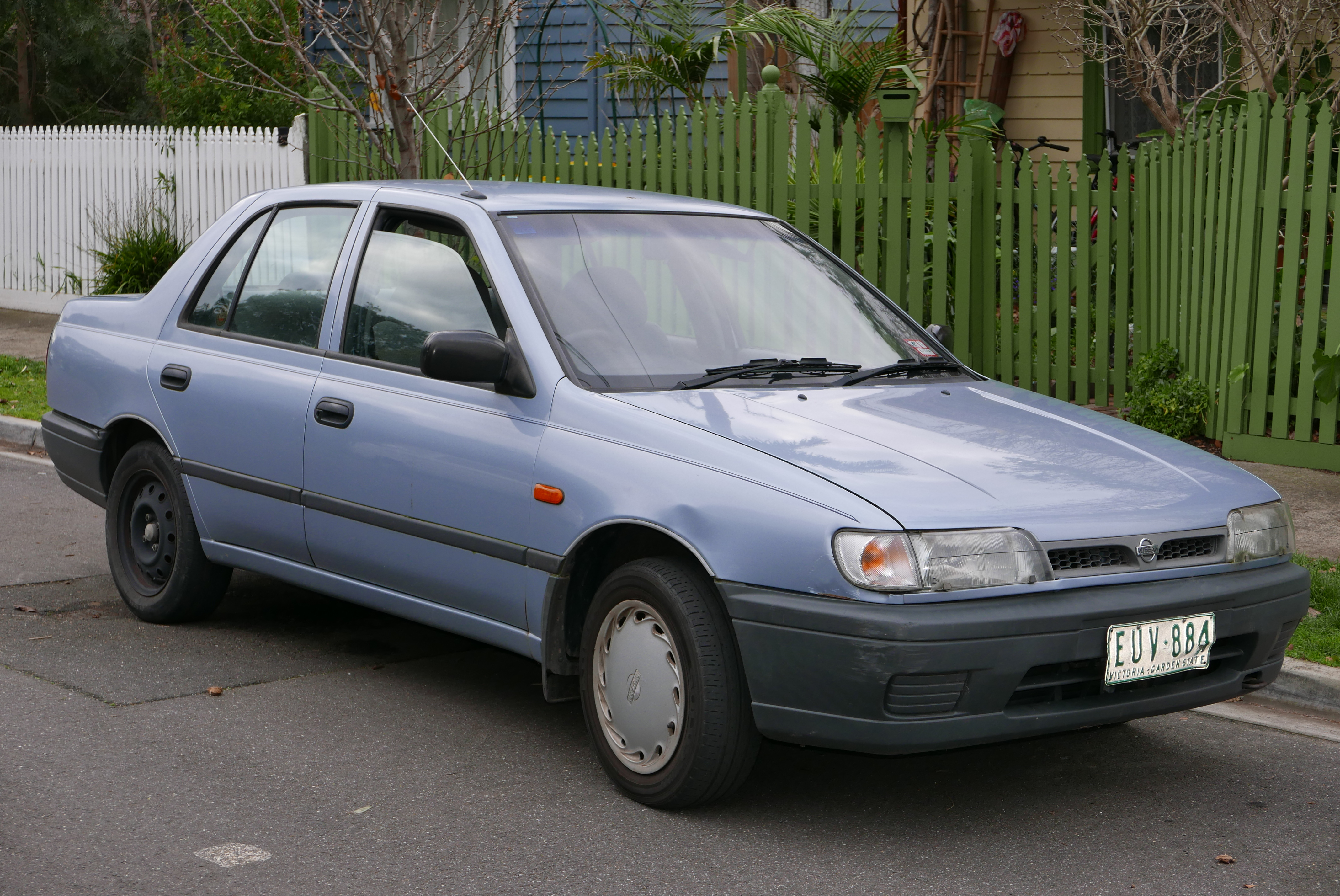
Nissan Pulsar N14 (Australien)

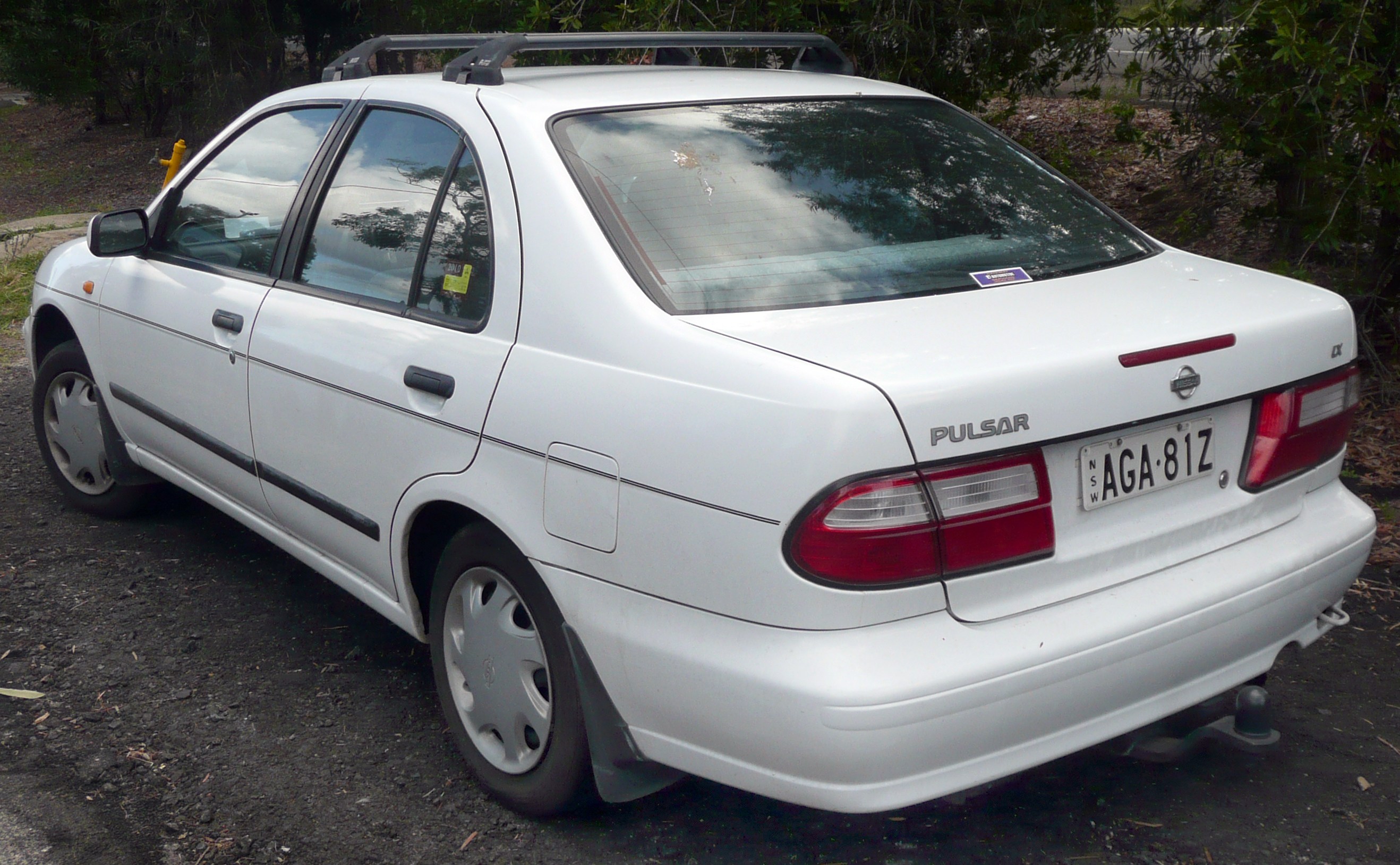
Nissan Pulsar N15 (Australien)

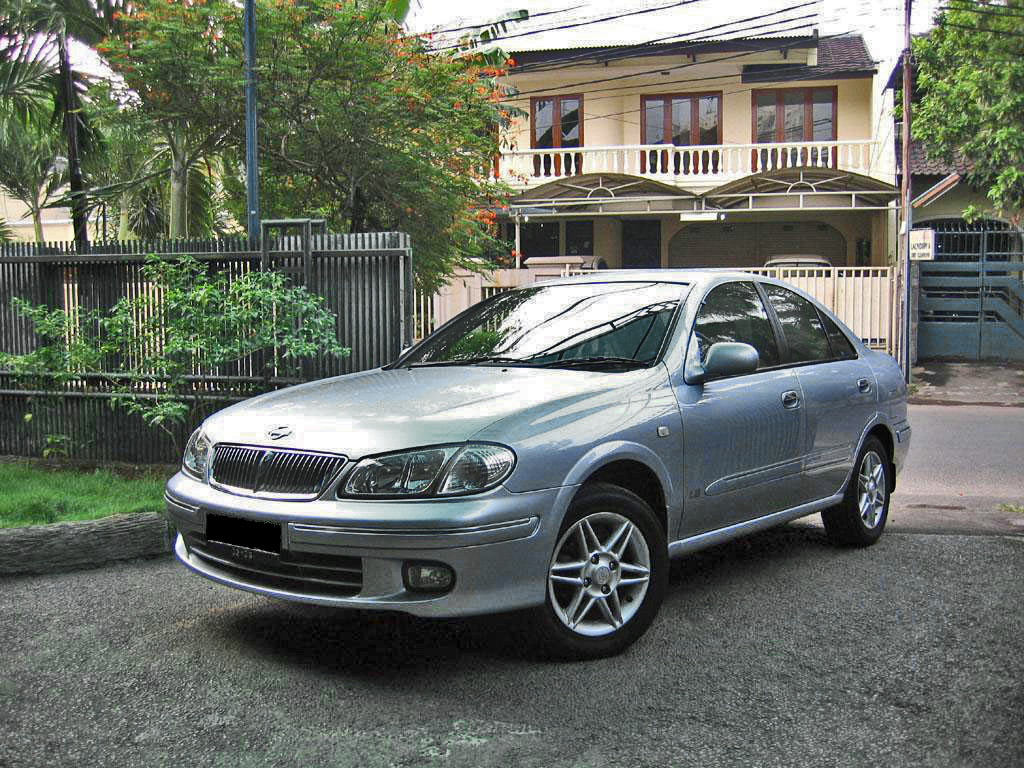
Nissan Pulsar N16 (Asien)

Der Nissan Pulsar ist ein von 1978 bis 2006 in mehreren Generationen produziertes Modell der Kompaktklasse des japanischen Automobilherstellers Nissan. In Europa wurde der Pulsar unter den Namen Nissan Cherry, Nissan Sunny und Nissan Almera verkauft. 2014 kam der eigens für Europa entworfene Nissan Pulsar (Europa) in den Handel.

## Pulsar N10
siehe Datsun Cherry#Datsun Cherry, 100A-150A, 310 (N10, 1977–1983)

## Pulsar N12
siehe Datsun Cherry#Cherry (N12, 1982–1987)

## Pulsar N13
siehe Nissan Sunny#Sunny N13 (1986–1990)

## Pulsar N14
siehe Nissan Sunny#Sunny N14 (1990–1995)

## Pulsar N15
siehe Nissan Almera#Almera (N15, 1995–2000)

## Pulsar N16
siehe Nissan Almera#Almera (N16, 2000–2006)

## Generationsübersicht
| Interne Bezeichnung | Bauzeit   | Alternative Namen                                                    | Karosserievarianten         | Bemerkungen                                                                                            |
| ------------------- | --------- | -------------------------------------------------------------------- | --------------------------- | --- |
| N10                 | 1978–1983 | Europa: Datsun Cherry                                                | Coupé, Schrägheck und Kombi | |
| N12                 | 1982–1987 | Europa: Nissan Cherry Nissan Liberta Villa Pulsar EXA Nissan Langley | Stufenheck Stufenheckcoupé  | Basis des Alfa Romeo Arna und des Holden Astra. Seine Schrägheckversion war Vorläufer des Nissan 100NX |
| N13                 | 1986–1990 | USA: Nissan Sentra Europa: Nissan Sunny                              | Kombi, Schrägheck und Coupe | |
| N14                 | 1990–1994 | Europa: Nissan Sunny Sentra                                          |                             | |
| N15                 | 1995–2000 | Europa: Nissan Almera                                                |                             | |
| N16                 | 2000–2006 | Asien: Nissan Sunny/Sentra/Almera/Bluebird Sylphy                    |                             | |